# Ernest de Bavière (1500-1560)
Ernest de Bavière (né le 13 juin 1500 à Munich - décédé le 7 décembre 1560 à Glatz ) est administrateur des diocèses de Passau et de Salzbourg et comte de Glatz. 

## Contexte et éducation
Ernest est un membre de la noble famille bavaroise Wittelsbach. Il est le troisième fils du duc Albert IV de Bavière-Munich et de son épouse Cunégonde d'Autriche, fille de l'empereur romain germanique Frédéric III. 
En 1506, Albert promulgue une loi sur la primogéniture stipulant que la Bavière devait rester indivisible. En conséquence, ses deux fils cadets, Louis et Ernest, sont exclus du gouvernement. Les parents de Louis décident qu'il devrait plutôt suivre une carrière ecclésiastique. Après la mort d'Albert en 1508, Johannes Aventinus, historien de la justice de Bavière, est chargé de dispenser à Ernest une formation appropriée. Ernest et Louis se rendent dans la péninsule italienne. Il travaille à Pavie et assiste aux conférences du célèbre juriste Jason Magnus. Ernest se rend également à Paris et en Saxe avec Jean de Malentein, qui devient plus tard évêque de Seckau.
En 1515, Louis s'inscrit à l'Université d'Ingolstadt. Il est rapidement membre de Sodalitas Ingolstatiensis, une société littéraire fondée par Aventinus, sur proposition de l'humaniste Conrad Celtes. 

### Administrateur de Passau
Avec le soutien de l'empereur Maximilien Ier, ses frères Guillaume et Louis réussissent à faire nommer Ernest en 1514 coadjuteur de l'évêque Wiguleus Fröschl de Marzoll à Passau. Le pape confirme la nomination le 28 janvier 1517. 
Bien qu'Ernest n'ait pas été ordonné, il est nommé administrateur du diocèse de Passau après la mort de Mgr Fröschl en 1517. Néanmoins, il n'abandonne pas sa prétention à la corégence dans le duché de Bavière-Munich. Ses réclamations héréditaires sont soutenues par l'archiduc Ferdinand Ier. La question est finalement réglée en 1534 par le traité de Linz entre les maisons royales de Habsbourg et de Wittelsbach. En 1536, Ernest abandonne ses prétentions en échange d'une indemnité de départ de 275 000 florins. 
En tant qu'administrateur de Passau, Ernest se retourne contre les disciples de Martin Luther et contre les anabaptistes. En 1522, il participe au synode provincial de Mühldorf am Inn et, en 1527, à la conférence de Salzbourg. En 1524, il rejoint une alliance entre les évêques sud-allemands, les ducs de Bavière et l'archiduc Ferdinand pour appliquer l'édit de Worms. À son instigation, le réformateur Leonhard Kaiser est remis aux autorités laïques en 1527 et incendié sur le bûcher de Schärding, qui fait alors partie du district de Burghausen. En 1532, Ernest est présent à la diète impériale d'Augsbourg et en 1532 à Ratisbonne. 
En tant qu'entrepreneur, Ernest a une participation dans des mines de Bohême et négocie des métaux précieux. Il effectue des transactions à Vienne, Prague, Leipzig et Anvers et entretient des relations étroites avec les villes commerçantes du sud du Saint-Empire.

### Administrateur de Salzbourg
Conformément à l'accord de 1516, ses frères Guillaume et Louis cherchent à faire en sorte qu'Ernest soit le prochain administrateur de l'archidiocèse de Salzbourg. En 1525, ils concluent un accord avec le chapitre de la cathédrale de Salzbourg en vertu duquel Ernest est nommé coadjuteur de l'archevêque de Salzbourg en compensation de l'aide apportée par la Bavière à la guerre des Paysans allemands. Le chapitre propose dûment sa nomination au pape, qui rejette la proposition. Pour permettre une nouvelle procédure de nomination, Ernest démissionne de son poste d'administrateur du diocèse de Passau.
Après la mort de Mgr Matthäus Lang von Wellenburg de Salzbourg, Ernest est élu administrateur de Salzbourg par le chapitre le 21 avril 1540. Le pape confirme son élection le 21 mai de la même année, à condition que, dans dix ans, Ernest soit ordonné prêtre, sinon il devra abandonner l'archidiocèse. Il prend possession du diocèse le 12 octobre 1540. 
À Salzbourg, comme auparavant à Passau, Ernest est indulgent envers le mouvement protestant. Il contribue peu à la renaissance intellectuelle et spirituelle du catholicisme. Il assiste à la diète de Regensburg en 1541 et tient des synodes provinciaux en 1544 et 1553. C'est un administrateur capable: il met de l'ordre dans les finances du pays et introduit des réformes administratives. Comme à Passau, il aime les entreprises économiques. Il est impliqué dans l'exploitation minière alpine, le commerce de bétail et de céréales et le commerce de pièces de monnaie. 
Même en tant qu'archevêque désigné, Ernest retarde son ordination. Dans son testament du 25 septembre 1550, il explique qu'il n'avait jamais eu l'intention de devenir prêtre. Il demande à plusieurs reprises au pape de déroger aux ordres supérieurs, mais cela est finalement refusé en 1554. Le pape lui propose le choix d'être ordonné immédiatement ou de démissionner. Ernest choisit de démissionner et le 16 juillet 1554, il passe à son successeur, Michael de Kuenburg. 

### Seigneur de Glatz
Lorsque la fin de sa carrière ecclésiastique s'annonce, Ernest achète le comté de Glatz à Jean III de Pernstein en 1549. En 1549, Glatz est considéré comme faisant partie de la Bohême. La seigneurie de Hummel, qu'Ernest donne à son fils Eustace le 10 décembre 1549, fait partie de cet achat. Eustace est son fils illégitime, jusqu'à ce qu'il soit légitimé en tant que noble descendant d'Ernest par le pape Jules III en 1550. En 1546, Ernest est accepté par les États de Bohême en tant que sujet débarqué. 
Ernest s'installe définitivement à Glatz en 1556. Il ne reprend pas ses anciennes activités économiques et commerciales. Bien qu'il n'occupe plus un poste ecclésiastique, il s'engage dans la Contre-Réforme et en 1558, lui et l'empereur Ferdinand Ier appellent un synode. L'objectif principal de ce synode est de tester les croyances du clergé. Les abbés cisterciens Jean de Grüssau et Léonard de Fürstenfeld ont mis au point un questionnaire. 
Ernest réforme également l'administration de Glatz, en employant des fonctionnaires qualifiés qu'il a amenés de Salzbourg et de Bavière. Il agrandit le château de Glatz. Son achat de Glatz inclut le privilège de frapper la monnaie, il commença donc à frapper des pièces de monnaie montrant le lion de Bohême d'un côté et les armoiries de Palatinat-Deux-Ponts, le duché de Bavière et le comté de Glatz de l'autre. 
Pour arrondir ses possessions, Ernest achète en 1556 les seigneuries de Rychnov nad Kněžnou, Litice, Potštejn, Solnice et Černíkovice.
Ernest meurt en 1560 et est enterré à Glatz. Peu de temps après, toutefois, son corps est transféré à Munich et inhumé dans la crypte des Wittelsbach, à l'église Notre-Dame. La seigneurie de Glatz est héritée par son neveu Albert V, qui la vend à Maximilien II en 1567.

## Sources
- August Leidl, Franz Ortner, dans: Erwin Gatz: Die Bischöfe des Heiligen Römischen Reiches 1448-1648,  (ISBN 3-428-08422-5)   , p.   160–163
- (de) Heinrich von Zeißberg, « Ernst, Herzog von Baiern », dans Allgemeine Deutsche Biographie (ADB), vol. 6, Leipzig, Duncker & Humblot, 1877, p. 249-250
- (de) Dieter Albrecht, « Ernst, Herzog von Bayern. », dans Neue Deutsche Biographie (NDB), vol. 4, Berlin, Duncker & Humblot, 1959, p. 619 (original numérisé).
- (de) « Ernest de Bavière (1500-1560) », dans Biographisch-Bibliographisches Kirchenlexikon (BBKL) (lire en ligne)
- Hans und Marga Rall: Die Wittelsbacher à Lebensbildern . Munich, 2005,  (ISBN 978-3-492-24597-5)   , p.   114
- Arno Herzig, Małgorzata Ruchniewicz: Grande galerie des Glatzer Landes, Hambourg / Wrocław, 2006,  (ISBN 3-934632-12-2)   , p.   66–70